# أندريك ألمان
أندريك ألمان (بالإنجليزية: Indrek Allmann) (ولد في 8 كانون الأول / ديسمبر 1972 في فيلياندي، استونيا) وهو مهندس معماري من إستونيا.
من عام 1987 إلى عام 1990 درس اندريك ألمان في المدرسة الثانوية الرابعة في فيلياندي. من عام 1990 درس في الأكاديمية الإستونية للفنون في قسم الهندسة المعمارية وتخطيط المدن. تخرج في عام 1999.
من عام 1995 إلى عام 1998، عمل ألمان في المكتب المعماري «ر. بووسيب ستوديو 911» ومن 1998 إلى 2004 عمل في «المشروع البارد / مجموعة التبريد». من عام 2004 وحتى الآن، عمل ألمان في مكتب الهندسة المعمارية «بلس».
أهم الأعمال التي قام بها اندريك ألمان هي فندق الإيرميتيج"L'Eremitage" في تالين، المنطقة السكنية تولبي-فيوريكو في تارتو، دوبلكس في لوكا، منزل عائلة في باديس ومنتدى فنادق نورديك في تالين.

## أعماله
- منزل لأسرة واحدة في نيم، 1995

- دوبلكس في لوكا، 2002

- فيلا في نومي، 2002

- منزل عائلة واحدة باديس، 2003

- شارع كنيسة لوقا في تارتو 2003

- فندق الإيرميتيج"L'Eremitage" في تالين، 2004

- المباني السكنية في شارع أوي، تالين، 2004

- منطقة الإسكان تولبي-فيوريكو في تارتو، 2007

- منتدى فنادق نورديك في تالين، 2007

## المنافسات
- مركز أبرشية هاركو، 2001 ؛ الجائزة الأولى

- تجديد المدرسة الثانوية 21 في تالين، 2001 ؛

- مركز تسوق في تارتو، 2002 ؛ الجائزة الثانية والثالثة

- فندق الإيرميتيج، 2002؛ الجائزة الأولى

- المباني السكنية في شارع أوي، 2003 ؛ الجائزة الأولى

- منطقة الإسكان تولبي-فيوريكو، 2004 ؛ الجائزة الأولى

## الجوائز
- أفضل مبنى في تارتو 2006 - المنطقة السكنية في تولبي-فيوريكو

- أفضل مبنى في تارتو 2002 - كنيسة القديس لوقا

## روابط خارجية
- Architectural Bureau Pluss OÜ